# Districte de Bragança
El Districte de Bragança és un districte portuguès, que pertany a la província tradicional de Trás-os-Montes e Alto Douro i a la regió del Nord. Limita al nord amb la província d'Ourense (Galícia), al nord-est amb la província de Zamora (Castella i Lleó) i a l'est amb la província de Salamanca, al sud amb el districte de Guarda i amb el districte de Viseu i a l'oest amb el districte de Vila Real. Àrea: 6608 km² (cinquè districte portuguès més gran). Població resident (2001): 148.808 hab. Seu del districte: Bragança.

## Subdivisions
A l'actual divisió regional del país, el districte es troba integrat a la Regió del Nord i dividit en dues subregions, ambdues integrant també municipis d'altres districtes: Alt Trás-os-Montes i Douro. En resum:
- Regió del Nord
  - Alt Trás-os-Montes
    - Alfândega da Fé
    - Bragança Ciutat
    - Macedo de Cavaleiros Ciutat
    - Miranda do Douro Ciutat
    - Mirandela Ciutat
    - Mogadouro
    - Vimioso
    - Vinhais

  - Douro
    - Carrazeda de Ansiães
    - Freixo de Espada à Cinta
    - Torre de Moncorvo
    - Vila Flor

## Geografia física
El districte de Bragança està compost per dues zones distintes, que corresponen grosso modo a la divisió que va ser feta a l'agrupament dels municipis per NUTS III: al nord, les regions de major altitud constituïxen la Terra Fria Transmontana, o l'Alt Trás-os-Montes, on el paisatge està dominat pels baixos declivis del planalto trasmontano; al sud, queda la Terra Quente Trasmontana, de clima més suau, marcada per la vall del riu Douro i per les valls dels seus afluents. Així mateix el Douro constitueix la característica geogràfica més important, vist que serveix de límit al districte al llarg de tota la seva frontera meridional, i de la major part de la frontera oriental, fins a l'extremitat nord-est del territori portuguès. És a la vall del Douro on se situen els terrenys de menor altitud del districte, que es troba gairebé tot per sobre dels 400 m, amb excepció de les valls dels rius principals i de la regió de Mirandela. A part del Douro, els principals rius del districte corren de nord a sud o de nord-est a sud-oest, i formen tots part de la conca hidrogràfica del Douro. Els principals són el riu Tua, que neix a Espanya com Tuela i banya la zona occidental del districte, i el riu Sabor, que també neix a Espanya (i bastant prop del Tuela), però transcorre a través de la zona oriental del districte. Ambdós tenen una xarxa d'afluents amb alguna importància.
Entre les valls dels rius, es troben les serres. La serra de Nogueira separa les valls del Tuela i del Sabor, alçant-se fins als 1.320 m. Més al sud, hi ha la Serra de Bornes que separa el Tua del Sabor, pujant fins als 1.199 m. A l'est, la serra de Mogadouro és poc més que una sèrie de turons que separen el Sabor del Douro, però tanmateix arriba als 997 m. Al nord, al costat de la frontera espanyola, s'aixequen les serres majors: la serra de Coroa puja fins als 1.273 m d'altitud al nord de Vinhais i la serra de Montezinho s'endinsa a Galícia, on arriba als 1.600 m d'altitud. Amb l'excepció de l'embassament del Azibo, construït al riu Azibo, afluent del marge dret del Sabor, tots els embassaments del districte se situen al Douro. Els més importants són: embassament de Valeira, de Pocinho, de Saucelle, de Bemposta, del Picote i de Miranda.

## Ciutats principals
Bragança, Mirandela, Miranda do Douro (Miranda de I Douro en mirandès), Macedo de Cavaleiros